# Perdreauville
Perdreauville és un municipi francès, situat al departament d'Yvelines i a la regió de Illa de França. L'any 2007 tenia 593 habitants.
Forma part del cantó de Bonnières-sur-Seine, del districte de Mantes-la-Jolie i de la Comunitat urbana Grand Paris Seine et Oise.

## Demografia

### Població
El 2007 la població de fet de Perdreauville era de 593 persones. Hi havia 214 famílies, de les quals 32 eren unipersonals (8 homes vivint sols i 24 dones vivint soles), 59 parelles sense fills, 95 parelles amb fills i 28 famílies monoparentals amb fills.
La població ha evolucionat segons el següent gràfic:
Habitants censats

### Habitatges
El 2007 hi havia 240 habitatges, 213 eren l'habitatge principal de la família, 20 eren segones residències i 7 estaven desocupats. 238 eren cases i 2 eren apartaments. Dels 213 habitatges principals, 193 estaven ocupats pels seus propietaris, 16 estaven llogats i ocupats pels llogaters i 5 estaven cedits a títol gratuït; 6 tenien dues cambres, 24 en tenien tres, 42 en tenien quatre i 141 en tenien cinc o més. 181 habitatges disposaven pel capbaix d'una plaça de pàrquing. A 70 habitatges hi havia un automòbil i a 139 n'hi havia dos o més.

### Piràmide de població
La piràmide de població per edats i sexe el 2009 era:
| Homes | Edats   | Dones |
| ----- | ------- | ----- |
| 0     | 95 o +  | 0     |
| 0     | 90 a 94 | 0     |
| 0     | 85 a 89 | 0     |
| 4     | 80 a 84 | 4     |
| 0     | 75 a 79 | 4     |
| 12    | 70 a 74 | 4     |
| 8     | 65 a 69 | 0     |
| 4     | 60 a 64 | 12    |
| 16    | 55 a 59 | 24    |
| 28    | 50 a 54 | 24    |
| 24    | 45 a 49 | 20    |
| 20    | 40 a 44 | 20    |
| 16    | 35 a 39 | 8     |
| 24    | 30 a 34 | 20    |
| 20    | 25 a 29 | 36    |
| 8     | 20 a 24 | 16    |
| 32    | 15 a 19 | 16    |
| 12    | 10 a 14 | 12    |
| 8     | 5 a 9   | 32    |
| 20    | 0 a 4   | 20    |

## Economia
El 2007 la població en edat de treballar era de 387 persones, 274 eren actives i 113 eren inactives. De les 274 persones actives 261 estaven ocupades (140 homes i 121 dones) i 13 estaven aturades (9 homes i 4 dones). De les 113 persones inactives 47 estaven jubilades, 40 estaven estudiant i 26 estaven classificades com a «altres inactius».

### Ingressos
El 2009 a Perdreauville hi havia 204 unitats fiscals que integraven 579,5 persones, la mediana anual d'ingressos fiscals per persona era de 24.397 €.

### Activitats econòmiques
Dels 23 establiments que hi havia el 2007, 1 era d'una empresa de fabricació de material elèctric, 3 d'empreses de fabricació d'altres productes industrials, 4 d'empreses de construcció, 6 d'empreses de comerç i reparació d'automòbils, 2 d'empreses immobiliàries, 6 d'empreses de serveis i 1 d'una empresa classificada com a «altres activitats de serveis».
Dels 7 establiments de servei als particulars que hi havia el 2009, 2 eren tallers de reparació d'automòbils i de material agrícola, 1 fusteria, 1 lampisteria, 1 empresa de construcció i 2 veterinaris.
L'únic establiment comercial que hi havia el 2009 era una floristeria.
L'any 2000 a Perdreauville hi havia 8 explotacions agrícoles.

## Equipaments sanitaris i escolars
El 2009 hi havia una escola elemental.

## Poblacions més properes
El següent diagrama mostra les poblacions més properes.